# Fàbrica Germans Climent
La fàbrica Germans Climent, també coneguda com a Can Climent, és un conjunt fabril ubicat al carrer dels Comtes de Bell-lloc del barri de Sants de Barcelona, catalogat com a bé cultural d'interès local.

## Història
El 1917, la societat Ernest i Albert Climent, dedicada a la fabricació de guarniments de bronze i mobiliari de luxe, va demanar permís per a construir-hi dos coberts, segons el projecte de l'arquitecte Modest Feu. El 1919, van demanar permís per a instal·lar-hi un motor elèctric, i el 1921, dos motors més, una estufa i un forn. El 1922, Enric Climent va sol·licitar permís per a construir un edifici d'habitatges de planta baixa i tres pisos al costat dels tallers.
El 1923, l'Ajuntament va aprovar un projecte urbanístic que preveia la construcció d'una rampa d'accés a la nova estació de mercaderies de la MZA i endarreria l'alineació del carrer de Viriat per a eixamplar-lo fins als 20 metres. Això afectava de ple els tallers dels Germans Climent, que el 1925 van presentar el projecte d'unes noves naus a l'altre costat de l'edifici d'habitatges, obra del mateix arquitecte.
El prestigi de l'empresa es va fer palès en l’Exposició Internacional del Moble i de Decoració d'Interiors celebrada a Barcelona el 1923, on va rebre la medalla d'honor en la categoria de làmpades i metal·listeria. També es va presentar a l'Exposició Internacional de 1929, on va rebre un premi d'honor i la medalla d'or. A més de tenir un estand propi al Palau de les Arts Industrials, es van encarregar del mobiliari de la Casa de la Premsa i dels vestíbuls del Gran Hotel de l’Exposició a la plaça d'Espanya.
Després de la Guerra Civil Espanyola, s'hi va instal·lar l'empresa Juan García Giménez SA, dedicada a la fabricació de productes químics per a la indústria tèxtil i dels cuirs, que va construir un conjunt de petites naus adossades al llarg del carrer de Viriat. Després de la seva marxa, el conjunt fabril va entrar en una etapa de decadència; les dues naus es van segregar i van tenir diversos usos, des de taller mecànic a magatzem de vins. La nau principal va servir com a dipòsit dels expositors de la Fira de Barcelona fins a la reforma per a convertir-la en el primer chiquipark de Barcelona, inaugurat el 1994. El Happy Parc s'anunciava com el parc infantil més gran de l'Estat, amb 1.200 m² de tobogans, castells inflables, llits elàstics i piscines de boles.
El 1999, Can Climent fou inclòs com a BCIL a la revisió del Catàleg de Patrimoni, el que va permetre conservar-la quan el 2003 es va aprovar la Modificació del Pla General Metropolità a l'Estació de Sants i el seu entorn, que qualificava com a zona verda l'illa entre els carrers de Comtes de Bell-lloc i d'Enric Bargés. Entre 2006 i 2008 es van enderrocar les naus del carrer de Viriat adossades a la fàbrica original, incloent l'edifici d'habitatges del dels Comtes de Bell-lloc, el que va descobrir les façanes lateral i posterior dissenyades per Modest Feu, ocultes durant 60 anys. L'any 2013, l’Institut Municipal de Paisatge Urbà i Qualitat de Vida, dins del projecte de rehabilitació de parets mitgeres, va restaurar les façanes recuperades, retirant diferents tipus de revestiment i paraments afegits.
El 24 de novembre del 2019, el Happy Parc va tancar les portes en no poder fer front a l'augment del preu del lloguer. El nou ocupant de l'espai va ser la Funerària San Ricardo, que va obtenir la llicència per a instal·lar-hi un tanatori. Malgrat la forta oposició veïnal sota el lema «Stop Tanatori», el projecte va tirar endavant i el nou establiment es va inaugurar el 13 de juliol del 2023.

## Descripció
Consta de dues naus, una més llarga que l'altre, amb coberta de volta de canó i unides per un cos més baix. La façana principal és la que dona al carrer Comtes de Bell-lloc. Les dues naus tenen el mateix esquema compositiu. Al centre s'obre una gran porta allindada i a sobre hi ha tres finestres allargades, la central situada una mica més amunt que les laterals. Aquestes finestres estan decorades a la part inferior amb un petit fris amb tres maons col·locats en diagonal. A banda i banda unes pilastres recorren tota l'alçada de la façana, aquestes estan formades per tres pilastres superposades en degradació i acaben en un petit mur col·locat perpendicular i amb la part inferior escalonada que fa de capitell. Als extrems hi ha una finestra rectangular tripartida i per sobre tres finestres que fan una forma esglaonada, la més propera al centre més altra i les dels extrems més petites. Aquestes últimes tenen la part baixa decorada amb el fris dels maons en diagonal. La part superior de la façana segueix la forma d'arc de mig punt de la volta interior; està resseguida per un fris de dentellons i una motllura esglaonada. Els angles estan decorats amb petits murs col·locats en perpendicular amb la part inferior esglaonada. El petit cos que uneix les dues naus té una porta d'arc rebaixat.
A les façanes laterals s'obren finestres seguint un ritme regular. Aquestes són d'arc rebaixat i estan tripartides. Estan emmarcades per motllures llises. Entre les finestres hi ha pilastres amb un capitell format per dos murets col·locats de forma perpendicular amb la part superior arrodonida i la inferior esglaonada. Corona aquestes façanes un fris en acordió.
Tot l'edifici és d'obra vista i a l'interior es pot veure la estructura de ferro que aguanta la volta.